# Federazione calcistica della Repubblica Dominicana
La Federazione calcistica della Repubblica Dominicana, ufficialmente Federación Dominicana de Fútbol, fondata nel 1953, è il massimo organo amministrativo del calcio nella Rep. Dominicana. Affiliata alla FIFA dal 1958 e alla CONCACAF dal 1964, essa è responsabile della gestione del campionato di calcio e della nazionale di calcio dell'isola.

## Calcio nella Repubblica Dominicana
Il calcio è considerato il quarto sport più popolare nella Repubblica Dominicana, dato che il baseball, il basket e la pallavolo sono attualmente più popolari del calcio. Negli ultimi anni il calcio ha continuato a guadagnare popolarità, in particolare tra i giovani. Nel 2001 l'associazione nazionale ha festeggiato il suo primo successo significativo, con la squadra dell'U-23 che ha vinto la "Copa de Las Antillas".

## Il Primo progetto
Il 2 luglio 2003, il vicepresidente della FIFA, Jack Warner, ha aperto il nuovo centro per lo sviluppo del calcio della Repubblica Dominicana. L'edificio si trova appena fuori dalla città di San Cristobal. La prima fase, che coinvolgerà gli uffici di costruzione per l'associazione nazionale e le aule per le persone che frequentano i corsi dei vari programmi di formazione, sarà finanziata dal Programma Obiettivo, con fondi extra provenienti dal Programma di assistenza finanziaria FIFA. Nella seconda fase, che dovrebbe essere completata entro la fine del 2003, saranno costruite varie strutture tecniche, come ad esempio giocare a campi e alloggi per giocatori e allenatori. Il governo ha anche donato 25 acri (100.000 m 2) di terreno come parte di questo progetto.

## Finanziamento del progetto
Centro di progetto per lo sviluppo del calcio a San Cristobal
progetto approvato il 4 marzo 2002
Stato aperto il 2 luglio 2003
Costo totale USD 430.922
Obiettivo USD 400.000
FAP 30,922 USD.

## Il Secondo progetto
Il centro di San Cristobal per lo sviluppo del calcio inaugurato nel luglio 2003 sarà innalzato di un piano per ospitare camere da letto e stanze mediche. Un edificio separato nelle vicinanze contiene spogliatoi e servizi igienici per tutti coloro che utilizzano le diverse piazzole che appartengono anche al centro di allenamento. Questa estensione è il culmine del piano originale per un centro tecnico completamente attrezzato e funzionante, finanziato dall'Obiettivo e in parte dalle risorse proprie delle associazioni.

## Finanziamento del Secondo progetto
Progetto Estensione del progetto 1 al centro di formazione
Progetto approvato il 15 marzo 2006
Implementazione dello stato
Costo totale USD 535,221 Finanziato da
Obiettivo USD 400.000
FAP 135,221 USD.